# Bucky Baxter
Pour les articles homonymes, voir Baxter.
William dit Bucky Baxter, né en 1955 à Melbourne (Floride) et mort le 25 mai 2020 à Sanibel, est un guitariste américain.
Il est surtout connu comme membre de Steve Earle and The Dukes et du groupe de soutien de Bob Dylan au milieu des années 90 lors du Never Ending Tour (en). Il a sorti son seul album solo, Most Likely, No Problem, en 1999.

## Biographie
William Baxter est né à Melbourne, en Floride, en 1955. Il commence à apprendre à jouer de la guitare pedal steel dans les années 1970,. Au cours de la décennie suivante, il rencontre Steve Earle et joue sur le premier album de ce dernier, Guitar Town en 1986,.
Membre fondateur de The Dukes, le groupe de soutien d'Earle, il participe à trois autres albums d'Earle, Exit 0 (en) (1987), Copperhead Road (1988) et The Hard Way (1990) - en fournissant le chant et la guitare. C'est lors d'une des tournées de concerts d'Earle au début des années 1990 qu'il rencontre pour la première fois Bob Dylan , qui lui demande de lui donner des cours de guitare pedal steel,. Il joue de la guitare pedal steel pour le groupe de Dylan lors de sa tournée Never Ending de 1992 à 1999 et de la pedal steel sur l'album de Dylan, Time Out of Mind, lauréat d'un Grammy Award en 1997. Après la fin de sa carrière dans le groupe de Dylan, Baxter sort un album solo, Most Likely, No Problem, en 1999. Il est l'un des trois cofondateurs de Moontoast (en), une plateforme de publicité sociale.
Baxter est également apparu sur divers albums d'artistes tels que Ryan Adams, R.E.M., Beastie Boys et Joe Henry (en). En studio ou en live, il joue de la guitare steel, de la guitare acoustique, de la guitare électrique, de la mandoline et du dobro,.
Il meurt le 25 mai 2020 à Sanibel Island, en Floride , à l'âge de 65 ans. Aucune cause n'a été donnée.

## Discographie
| Year | Artist          | Title                                | Instruments                                                      |
| ---- | --------------- | ------------------------------------ | ---------------------------------------------------------------- |
| 1986 | Steve Earle     | Guitar Town                          | Pedal steel guitar                                               |
| 1987 | Steve Earle     | Exit 0                               | Steel guitar, voix                                               |
| 1988 | Steve Earle     | Copperhead Road                      | Pedal steel, lap steel, dobro                                    |
| 1988 | R.E.M.          | Green                                | Pedal steel guitar                                               |
| 1990 | Steve Earle     | The Hard Way                         | Mullins pedal steel guitar                                       |
| 1991 | Steve Earle     | Shut Up and Die Like an Aviator (en) | Steel guitar, guitare électrique et accoustique, six-string bass |
| 1995 | Bob Dylan       | Unplugged                            | Dobro, pedal steel guitare, mandoline                            |
| 1996 | Joe Henry       | Trampoline                           |                                                                  |
| 1997 | Bob Dylan       | Time Out of Mind                     | guitare acoustique, pedal steel                                  |
| 1999 | Bucky Baxter    | Most Likely, No Problem              |                                                                  |
| 1999 | Country Mike    | Country Mike's Greatest Hits         | Pedal steel guitar, fiddle                                       |
| 2001 | Ryan Adams      | The Suicide Handbook                 | Guitare acoustique                                               |
| 2001 | Ryan Adams      | Gold                                 | Steel guitar                                                     |
| 2002 | Ryan Adams      | Demolition                           | Pedal steel guitar, guitare accoustique, chœurs                  |
| 2002 | Los Lobos       | Good Morning Aztlán (en)             | Pedal steel guitar                                               |
| 2003 | Cerys Matthews  | Cockahoop (en)                       | Producteur, guitare électrique, flute, vibraphone                |
| 2005 | Ben Folds       | Songs for Silverman                  | Pedal steel guitar, 12-string guitar                             |
| 2005 | Willy Clay Band | Rebecca Drive                        | Pedal steel                                                      |